# ديف روبنسون (لاعب كرة قاعدة)
ديف روبنسون (بالإنجليزية: Dave Robinson)‏ هو لاعب كرة قاعدة أمريكي، ولد في 22 مايو 1946 في منيابولس في الولايات المتحدة.

## وصلات خارجية
- ديف روبنسون على موقعبيزبول رفرنس.كوم (الدوري الرئيسي) (الإنجليزية)